# Carlos José Rodríguez Rodríguez
Carlos José Rodríguez Rodríguez (Madrid, 26 d'abril de 1964), és un veterinari i comunicador referent a Espanya en l'àmbit de les mascotes i animals de companyia. Ha estat membre del Consell de Protecció Animal i assessor de la Conselleria de Medi Ambient de la Comunitat de Madrid.
Ha estat presentador de programes sobre animals en Telemadrid, Tele 5, TVE i Antena3. Alguns d'ells han estat: Ládrame mucho, De Mascotas y PeloPicoPata, edición Mascoteros, entre d'altres. Ha col·laborat amb diaris nacionals com La Razón i 20 minutos elaborant articles sobre veterinària. També, ha publicat els següents llibres: Jo i altres animals, El meu gos els seus amics i jo; Què li passa al meu gat?; Primer cadell, primeres preguntes; L'encantador de gossos i L'encantador de gats i un col·leccionable sobre animals de companyia. En el llibre Lévame contigo informa sobre els processos d'adopció de mascotes, fomenta l'adopció animal i dona visibilitat al problema de l'abandonament d'animals. Els seus treballs han estat reconeguts per la Real Sociedad Canina d'Espanya. En 2011 rep el premi Albeitar per la seva contribució en la difusió i promoció, en l'àmbit de la comunicació, dels valors de la professió veterinària. Desenvolupant amb això, una sensibilització de la societat cap al món veterinari.
En 2010 comença l'Associació Mascoteros que més tard es convertiria en Fundació. En ella se centren a oferir recursos sanitaris a entitats de protecció que no poden afrontar despeses urgents en les intervencions als seus animals. En 2014 obre el Centre Veterinari Mascoteros en Rivas Vaciamadrid, on se centren en la cura i la protecció animal. Al setembre de 2015, Carlos Rodríguez presenta la web matchcota.com, una plataforma que incentiva les adopcions responsables d'animals de companyia mitjançant l'afinitat. En l'actualitat, és el director i presentador del programa d'Onda Cero, Como el perro y el Gato. Un programa que s'ha convertit en un referent dels animals de companyia i en la divulgació de la tinença responsable d'aquests. Des del 2023, el programa també s'ha traslladat a la versió televisiva en el canal d'Atresmedia, la Sexta, en la qual Carlos Rodríguez és el director del programa.